# N11 (tinh vân phát xạ)

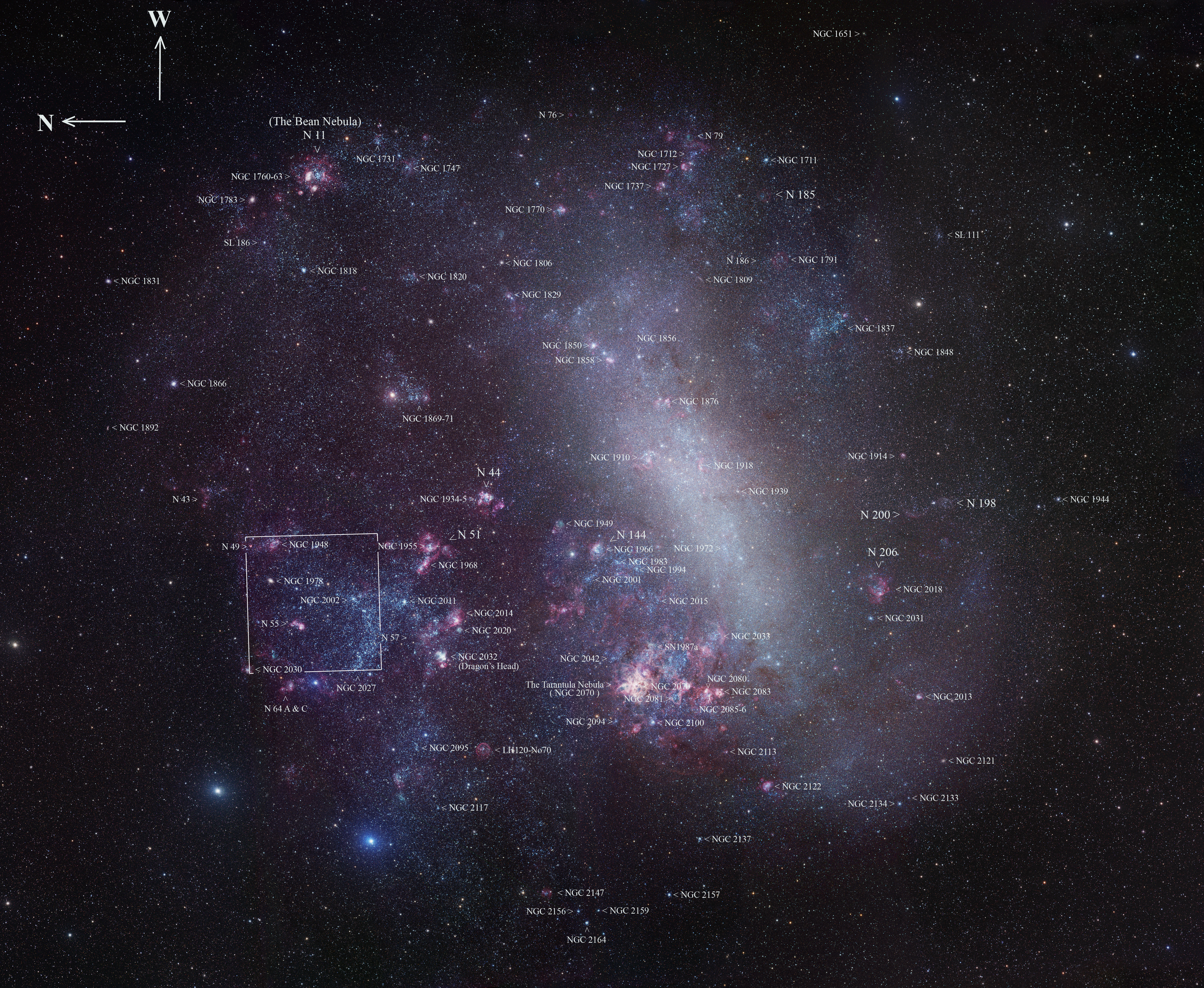
Đám mây Magellanic lớn với N11 ở trên cùng bên trái (phía tây bắc)

N11 (còn được gọi là LMC N11, LHA 120-N 11) là tinh vân phát xạ sáng nhất ở phía tây bắc của Đám mây Magellan lớn trong chòm sao Kiếm Ngư (Dorado).  Tổ hợp N11 là khu vực H II lớn thứ hai của Đám mây Magellan lớn sau Tinh vân Tarantula. Nó có diện tích khoảng 6 phút cung. Nó có hình dạng elip và bao gồm một bong bóng lớn được bao quanh bởi chín tinh vân lớn. Nó được Karl Henize đặt tên vào năm 1956.
Khi chụp cận cảnh, tinh vân này có những đám mây khí màu hồng giống như xỉa kẹo. Nó đã được nghiên cứu kỹ trong những năm qua và kéo dài 1.000 năm ánh sáng.
Các đặc điểm đặc biệt đáng chú ý của nó bao gồm một khoang khổng lồ có kích thước 80 x 60 pc và cụm trung tâm năm triệu năm tuổi (NGC 1761). Nó được bao quanh bởi một số đám mây bị ion hóa nơi các ngôi sao O trẻ đang hình thành. Một số ngôi sao lớn được bao gồm trong LMC-N11, bao gồm LH 9, LH 10, LH 13, LH 14. Nó bao gồm một tàn dư siêu tân tinh N11L. Ở trung tâm của NGC 1761 là một ngôi sao nhiều màu sáng HD 32228 chứa một ngôi sao Wolf-Rayet màu xanh hiếm, loại WC5 hoặc WC6, và một sao khổng lồ sáng loại O.
Tinh vân sáng nhất trong N11 là vùng phía bắc N11B (NGC 1763), còn được gọi là Tinh vân Bean vì hình dạng của nó. Ở rìa phía đông bắc của N11B là N11A nhỏ gọn hơn, được gọi là Tinh vân Hoa hồng, có cánh hoa và khí giống như hoa hồng và được chiếu sáng do các ngôi sao nóng lớn trong trung tâm của nó. Nó còn được gọi là IC 2116 và được xếp vào dạng sao HD 32340. Phía đông của tổ hợp N11 là N11C (NGC 1769), một tinh vân phát xạ chứa ít nhất hai cụm mở nhỏ gọn. Bên ngoài "bong bóng" chính của N11 về phía đông bắc là N11E, còn được gọi là NGC 1773, một tinh vân nhỏ sáng có chứa một số ngôi sao trẻ lớn. Phần phía nam của bong bóng là N11F, còn được gọi là NGC 1760. Phần phía tây của bong bóng mờ nhạt và được xác định kém.